# 1er régiment d'infanterie de choc aéroporté
Le 1er régiment d'infanterie de choc aéroporté  (également connu sous son abréviation : 1er RICAP), ensuite nommé 1er régiment de choc, est une ancienne unité parachutiste de l’Armée de terre française, créée le 1er octobre 1945 et dissoute le 1er février 1947.

## Historique et différentes dénominations
- 1943-1944 : 1er régiment aéroporté.
- 1er octobre 1945 : création du 1er RICAP dans le Wurtemberg.
- 9 juillet 1946 : le régiment reçoit son drapeau.
- 1er août 1946 : le régiment change de nom et devient le 1er régiment de choc.
- 1er septembre 1946 : le 3e bataillon (du 1er régiment de choc) devient à Mont-Louis le 11e bataillon parachutiste de choc (11e BPC).
- 1er février 1947 : dissolution du régiment, ses 1er bataillon et 2e bataillon forment la 42e demi-brigade parachutiste.
- 1er janvier 1964 : l'appellation 1er régiment de choc est accolée à celle du Centre national d'entraînement commando qui vient d’être créé à Mont-Louis.
- 1999 : le Centre national d'entraînement commando perd l'appellation « 1er régiment de choc ».
- 2013 : le Centre national d'entraînement commando retrouve l'appellation » 1er régiment de choc ».

### Composition initiale
Le 1er RICAP est créé le 1er octobre 1945 dans le Wurtemberg. Ses composantes sont obtenues à partir des six bataillons de la brigade de choc :
- 1er bataillon : constitué à partir du 1er bataillon de choc et du 2e bataillon de choc (ex-bataillon Janson de Sailly) ;
- 2e bataillon : constitué à partir du 5e bataillon de choc (ex-commandos d'Afrique) et du 6e bataillon de choc (ex-commandos de Provence) ;
- 3e bataillon : constitué à partir du 3e bataillon de choc (ex-commandos de France) et du 4e bataillon de choc (ex-commandos de Cluny).

## Traditions

### Devise
"En Pointe Toujours."

### Drapeau
Depuis le 1er janvier 1964, confié au Centre national d'entraînement commando (CNEC), il porte, cousues en lettres d'or dans ses plis, les inscriptions suivantes,, pour les quatre premières héritées des bataillons qui l'ont formé initialement :
Corse 1943
Île d'Elbe 1944
Cap Nègre - Toulon 1944
Haute Alsace 1944-1945
Indochine 1947-1948, 1951-1954
AFN 1952-1962

### Décorations
Sa cravate est ornée de la fourragère aux couleurs du ruban de la croix de guerre 1914-1918 avec une olive aux couleurs du ruban de la croix de guerre 1939-1945 et de la fourragère aux couleurs du ruban de la croix de guerre des TOE.

### Sources et bibliographie
- Collectif, Histoire des parachutistes français Tomes 1 et 2, éditions Société de production littéraire, 1975.
- Jacques Sicard, Militaria Magazine no 313, p. 20-25.